# VfL 05 Hohenstein-Ernstthal
Lo VfL 05 Hohenstein-Ernstthal è una società calcistica tedesca di Hohenstein-Ernstthal, in Sassonia. Milita nella NOFV-Oberliga, la quinta divisione del campionato tedesco. Nel 2012 è nata anche la squadra di calcio a 5.

## Palmarès

### Calcio a 5
- Campionato tedesco: 1

2017-18